# SV Merseburg 99
Maillots
Le SV Merseburg 99 est un club sportif allemand localisé à Merseburg en Saxe-Anhalt.

## Histoire

### De 1899 à 1945
Le club fut fondé le 23 août 1899 sous l’appellation SV Merseburg. En 1900, le cercle fut rebaptisé Spielverein Hohenzollern Merseburg ou SV Hohenzollern Merseburg. Ce fut sous ce nom qu’en décembre de la même année, le club devint un des fondateurs de la Verband Mitteldeutscher Ballspielvereine (VMBV).
À partir de 1901, le cercle joua sous la dénomination Ballspielverein Hohenzollern Merseburg ou BV Hohenzollern Merseburg.
En 1921, l’appellation du club devint SV Merseburg von 1899. 
En 1923, le club accéda à la Saalegau-Liga.
En 1933, le SV Merseburg 99 fut un des fondateurs de la Gauliga Mitte, une des seize ligues créées sur ordre des Nazis dès leur arrivée au pouvoir. Le club joua deux saisons en Gauliga puis fut relégué. Il y remonta en 1936 et y passa quatre autres championnats.

### Époque de la RDA
En 1945, le club fut dissous par les Alliés, comme tous les clubs et associations allemands (voir Directive n°23). Comme toute la Saxe-Anhalt, la localité de Merseburg se retrouva en zone soviétique puis en RDA à partir de 1949.

#### BSG Chemie Buna Schkopau
En 1946, le club fut reconstitué sous le nom de SG Merseburg Nord. Le club eut l’existence des équipes d’RDA et changea de nom et de structure selon les humeurs des responsables communistes. Ainsi deux ans plus tard, il fut renommé BSG Chemie Buna Schkopau. Le club créa la surprise en remportant la Chemie Pokal en battant le BSG Chemie Leipzig.
En 1952, le club devint un des fondateurs de la Bezirksliga Halle, une ligue située au 3e niveau de la hiérarchie de la Deutscher Fussball Verband (DFV). 
En 1964, le BSG Chemie Buna sacré champion de la Bezirksliga Halle, échoua lors du tour final pour la montée en DDR-Liga, la division 2 est-allemande. Il décrocha sa promotion un an plus tard.
Après quelques périodes d’ascenseur (montée/descente), le club joua au 2e niveau de RDA de 1974 à 1981.
À la fin de la saison 1980-1981, le BSG Chemie Buna Schkopau gagna le droit de rejoindre l’élite est-allemande, le DDR-Oberliga. La saison suivante fut difficile. Si lors de la 2e journée, le club battit Energie Cottbus (3-1), il subit une débâcle terrible, une semaine plus tard (1-10) contre le Dynamo Dresden. À la fin du championnat, Chemie Schkopau ne totalisa que 11 points et fut relégué.
De 1982 à 1990, le BSG Chemie Buna Schkopau se maintint en DDR-Liga.

### Depuis 1990
Après la réunification allemande, en 1990 commença l’intégration des clubs de la DFV au sein de la DFB. Durant la saison la saison De 1989-1990, la DDR-Liga fut renommé NOFV-Liga.
En cours de saison, le BSG Chemie Buna Schkopau fut rebaptisé SV Buna Schkopau. Il termina 14e sur 18 dans le Groupe B. S’estimant trop court financièrement, le club qui redevenait un organisme civil préféra se retirer de l’ancienne 2e division est-allemande (qui devenait le 3e de la fédération réunifiée). Dans le courant de la saison suivante, le 7 février 1991, le cercle reprit l’appellation de SV Merseburg 99. Il jouait alors en Verbandsliga Sachsen-Anhalt qu’il remporta.
Au terme du championnat 1991-1992, le club ne put se maintenir en Oberliga Nordost, Groupe Süd et redescendit au 4e niveau.
De nouveau champion en Verbandsliga, en 1993, le SV Merseburg 99 retourna au niveau 3. Versé cette fois dans le Groupe Mitte (Centre), il assura son maintien de justesse dans une ligue qui était ramenée de trois à deux séries et devenait le niveau 4 à la suite de l’instauration des Regionalligen au 3e étage de la pyramide du football allemand.
Après avoir de nouveau éviter la relégation de peu, en Oberliga Nordost Süd, en 1994, le SV Merseburg 99 redescendit en Verbandsliga Sachsen-Anhalt en 1996.
Après deux saisons en milieu de classement, le club fut rétrogradé vers la Landesliga (niveau 6) à la fin de la saison 1998-1999.